# We are from Belgium
We are from Belgium is een televisieprogramma, gepresenteerd door Annick Ruyts en gaat over families die naar het buitenland verhuizen. Het is de opvolger van het programma Grenzeloze Liefde. Het eerste seizoen werd vanaf donderdag 1 november 2007 uitgezonden, het tweede seizoen wordt vanaf woensdag 25 november 2009 uitgezonden.

## Het programma
Het programma gaat over koppels die naar het buitenland verhuizen. Ze laten alles achter in België om naar het buitenland te emigreren.
Het wedervaren, de hoop en wanhoop van de gezinnen worden verteld vanaf de voorbereiding van hun vertrek in België tot enige tijd na hun aankomst, sommige gezinnen zijn al een jaar weg en blikken terug op hoe hun verwachtingen werden ingevuld.

## Reeks 1
In de eerste reeks trokken de koppels naar:
- Mongolië
- Panama
- China (Shanghai)
- Frankrijk (Provence)
- China
- Zuid-Afrika
- Verenigde Staten
- Dubai
- Zweden
- Malawi

## Reeks 2
In de tweede reeks trekken de koppels naar:
- Nieuw-Zeeland (704.387 kijkers)
- India (572.297 kijkers)
- Kreta (733.399 kijkers)
- Indonesië
- Tanzania (876.854 kijkers)
- Honduras (616.835 kijkers)
- Brazilië (1.014.369 kijkers)
- Bali (814.229 kijkers)
- Canada (816.758 kijkers)
- Dominicaanse Republiek